# Aldersro Sogn
Aldersro Sogn er et sogn i Holmens og Østerbro Provsti (Københavns Stift). Sognet ligger i Københavns Kommune; indtil Kommunalreformen i 1970 lå det i Sokkelund Herred (Københavns Amt). I Aldersro Sogn ligger Taksigelseskirken.
I Aldersro Sogn findes flg. autoriserede stednavne: